# Магги, Юлиус
Юлиус Михаэль Йоханнес Ма́гги (нем. Julius Michael Johannes Maggi; 9 октября 1846, Фрауэнфельд — 19 октября 1912, Кюснахт) — швейцарский кулинар и предприниматель, в 1882 году разработал производство быстрорастворимых гороховых и бобовых супов и изобрёл к ним популярный соус «Магги». Основатель фирмы «Магги и Компания».
В 1883 году изобрёл способ сохранения бульона в высушенном и прессованном виде — бульонный кубик. Продукт получил название «Золотой кубик Магги» (Maggi Kub d’Or).
Юлиус Магги был известен как сторонник агрессивной рекламы. Для популяризации бульонных кубиков он развернул грандиозную рекламную кампанию, в ходе которой использовались не только многочисленные рекламные афиши, листовки и плакаты, но и демонстрационные парады, бесплатная раздача пробных упаковок.
Назойливость рекламы бульонных кубиков нашла своё отражение в стихотворении Владимира Маяковского «Вывескам», написанном в 1913 году:

А если веселостью песьей

закружат созвездия «Магги» —

бюро похоронных процессий

свои проведут саркофаги.

Не обделил своим вниманием кубики и Николай Гумилёв:

вплоть до ночи он ел неумело и жадно,

клал сардинки на мяса сухого ломоть,

как пилюли проглатывал кубики магги,

и в абсент добавлять отказался воды.

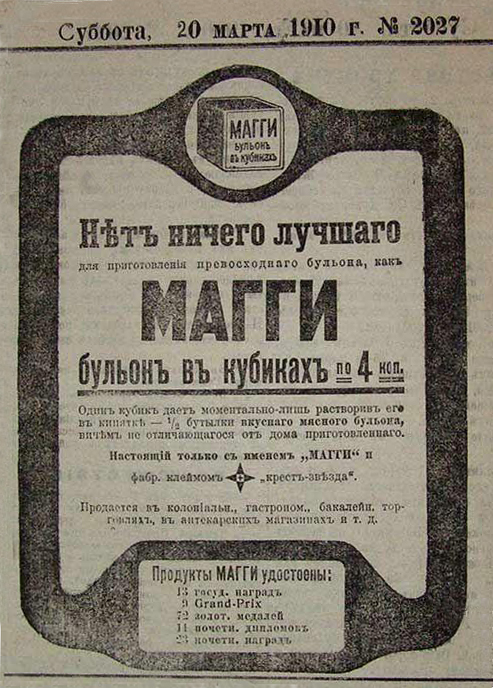
Дореволюционная реклама кубиков Магги